# Вишеструко убиство у Лесковцу
 Вишеструко убиство у Лесковцу, познато још у медијима и као Седмоструко убиство у Лесковцу био је догађај који се десио између 26. и 27. јула 2002. године, када је Драган Чедић упуцао и убио седам људи, а ранио њих четворо у Лесковцу.

## Пуцњава
Дана 26. јула 2002. године у 23:55 у Лесковцу Чедић је отишао у билијар клуб „Седам” где је убио једног мушкарца, а другог ранио из аутоматске пушке. Пет минута касније отишао је до породичне куће своје жене, где су се у том моменту налазиле његова жена, њене 2 сестре, муж једне од сестара и 2 комшинице. Прво је убио своју жену, затим њене две сестре, мужа једне од сестара и комшиницу, док је другу комшиницу ранио. Чедић је након тога отишао у кућу где су живеле тетка и мајка његове жене и тамо пуцао у женину тетку и ранио њеног мужа и сина. Пуцњава је окончана у 00:20, 27. јула 2002. године, након чега је Чедић побегао.
Полиција га је тражила данима али безуспешно, људи су пријавили да су га виђали на разним местима, али ниједан од ових извештаја није био тачан. Његово тело пронађено је у шуми код Лесковца 1. септембра 2002. године, након што је 27. јула око 11 часова пуцао у себе из пиштоља. У његовој близини су пронађени пиштољ и граната.
Током овог крвавог пира, укупно је страдало седам, а рањено четворо људи.

## Биографија убице
Тридесетдвогодишњи Драган Чедић живео је у Лесковцу, где је завршио Вишу ветеринарску школу. Имао је изнајмљен киоск на пијаци где је продавао кријумчарену роба из Бугарске. Колеге су га описивале као мирног човека који је имао нападе, који су годинама постајали све јачи и манифестовали се снажним ударцима главом, а потом и гласним вриском. Према речима рођака његове супруге, Драган је одбио да посети лекара у Лесковцу, али постоје докази да је консултовао лекаре у Београду. Сматра се да је због психичких проблема отпуштен из војске током Косовског рата 1999. године тек двадесетак дана касније него што је у њега приступио.
У годинама које су претходиле пуцњави, полиција је примила неколико пријава против њега. Драган се девет година пре пуцњаве оженио женом по имену Биљана, чији су родитељи били против њиховог венчања. Иза њих је остала осмогодишња ћерка Марија. Драган је убрзо после венчања постао веома љубоморан и доминантан и често је данима држао у соби. Његова жена није могла да гледа кроз прозор, нити се усудила да приђе телефону, јер јој је забранио да контактира било кога. Када се опирала, претукао ју је. Током једног од његових путовања у Бугарску у октобру 2001. године, Биљана и њена ћерка су побегле од њега. Узела је неке личне ствари, неколико десетина хиљада динара и од новца изнајмила кућу.
У мају 2002. године Биљана се вратила кући родитељима, након чега је поднела захтев за развод. Драгану је било дозвољено да посети и поведе ћерку са собом. Биљана га је оптужила за физичко насиље. Полиција је неколико пута обилазила кућу Биљаниних родитеља и Драган је претио да ће јој убити оца. Биљанина мајка се 8 година жалила на Драгана полицији и разним социјалним службама. Драган је причао да ће убити своју жену ако му се не врати. Постојала је и информација да Драган носи списак људи које ће да убије и показује га пријатељима.